# Skoftin
Skoftin est le nom d'un îlot inhabité situé dans le Trøndelag, en Norvège. Il fait partie de la municipalité d'Inderøy, dans le comté de Nord-Trøndelag.

## Géographie
Skoftin est situé à environ cent kilomètres au nord-est de Trondheim et à environ six-cents kilomètres au nord d'Oslo. La localité la plus proche est le village de Straumen.

## Climat
Skoftin possède un climat continental. La température moyenne annuelle est de 3 °C. Le mois le plus chaud est août avec une température moyenne de 14 °C ; le mois le plus froid est janvier avec une température moyenne de −6 °C.